# Fucked My Way Up to the Top
«Fucked My Way Up to the Top» (с англ. — «Пришла к успеху через постель») — песня американской певицы и автора песен Ланы Дель Рей из третьего студийного альбома Ultraviolence. Авторами трека являются сама певица и музыкант Дэн Хит. Продюсером трека выступил Дэн Ауэрбах. Композиция была выпущена 13 июня 2014 года вместе с треками альбома Ultraviolence.

## История создания

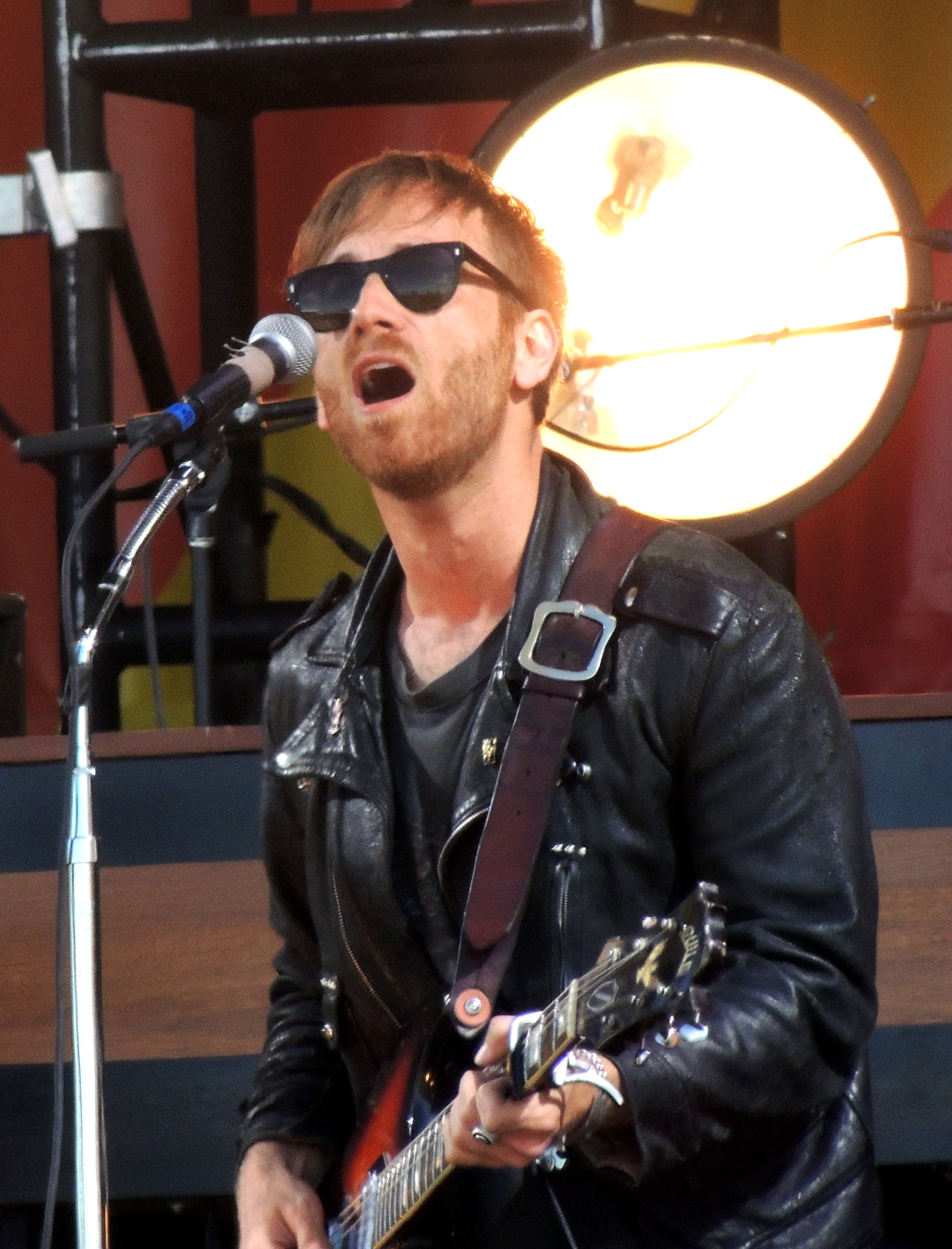
Американский рок-музыкант Дэн Ауэрбах выступил в качестве продюсера трека.

Песня «Fucked My Way Up to the Top» была написана Ланой Дель Рей в соавторстве с музыкантом и продюсером Дэном Хитом; продюсером выступил Дэн Ауэрбах. После встречи исполнительницы с Ауэрбахом в одном из клубов Нью-Йорка, они решили перезаписать аранжировки всех треков пластинки Ultraviolence на его студии Easy Eye Sound в Нашвилле, штат Теннесси. Песня была выпущена 13 июня 2014 года, одновременно с выходом альбома Ultraviolence на лейблах Interscope и Polydor. В начале июня 2014 года, Лана Дель Рей дала интервью для немецкого подразделения журнала Grazia, где заявила, что в композиции рассказывается о некой исполнительнице, которая сначала «высмеивает мой якобы не аутентичный стиль, но позже она украла и скопировала его», добавив: «Теперь она ведёт себя словно «Я — арт-проект», и она истинный супер-творец. И люди действительно верят ей, она успешна!».
В интервью для портала Radio.com, Лана подчеркнула, что долгое время собирала трек-лист альбома Ultraviolence: «Позвольте мне сказать так — каждая композиция альбома и их названия подобраны так, чтобы рассказывать важную историю», далее сказав: «„Fucked My Way Up To The Top“ была расположена ближе к концу трек-листа. Я бы сказала, что эта песня имеет хип-хоп мотив, в то время как все остальные более живые и органические. Когда ты делаешь что-то в студии и чувствуешь, что твоя история вот-вот закончится здесь — это трудно принять; в интервью же, ты никогда не знаешь, сколько ещё можно сказать… я могу сказать об этом не так много, чтобы вы смогли понять. Я просто подожду, пока вы послушаете».
В аудио-интервью для немецкого подразделения издания MTV, Дель Рей охарактеризовала песню: «Насчёт этого трека всегда возникают вопросы. Вообще, одной из тем песни стали перемены, которые произошли в моей жизни за последние годы. Мой голос мягкий, а ритм жёсткий. Композиция указывает на чувство замешательства, потому что я была сбита с пути во время её написания». В интервью для американского издания Complex, журналистка Дана Дропп подчеркнула, что у композиции «Fucked My Way Up to the Top» есть несколько значений к её пониманию, что Дель Рей прокомментировала: «Это комментарии, что-то вроде «Я знаю, что вы думаете обо мне», и я намекаю на это. Я спала со многими парнями из музыкальной индустрии, но никто не помог мне с моими сделками и записями. Это раздражает».

## Композиция и реакция критиков
Композиция «Fucked My Way Up to the Top» сочетает в себе такие жанры, как психоделический рок и эмбиент. Записана в размере такта в 4/4, и в тональности Фа мажор. В записи использованы электро и бас-гитары, синтезатор, ударные, меллотрон, пианино и стил-гитара. Вокал Дель Рей охватывает диапазон от ноты Фа3 до Ре5. Песня звучит в неторопливом темпе в 69 ударов в минуту. Рецензент Кеннет Партридж из издания Billboard, оценивая треки Ultraviolence, предположила, что Дель Рей не является феминисткой: «В который раз, Лана атакуя, использует свои женские хитрости как высокоточное оружие. Она также дразнит своих недругов-феминистов, однако недавно в интервью для The Fader рассказала о семилетних отношениях с главой лейбла, поэтому строчки: «Я пришла к успеху через постель, / Это моё шоу» могут быть её реакцией на сплетни». Подводя итог, Партридж добавила: «Так или иначе, это ещё одна неоднозначная песня о страхе быть молодой привлекательной девушкой в мире, управляемом богатыми стариками». Эл Хорнер из британского издания NME назвал трек «манифестом Ланы» на пластинке.
Рецензент Саша Гиффен с сайта Consequence of Sound подчеркнула: «„Я пришла к успеху через постель“, — хвалится она в одноимённой песне. «Это моё шоу». Целым рядом очаровательных манёвров, напоминающих Канье, Дель Рей уничтожает своего самого ужасного критика». Критик Кэрин Ганз из журнала Rolling Stone затронула тему феминизма, прокомментировав: «Дель Рей объявила феминизм «не интересной концепцией», но все же играется с сексуальной силой в „Fucked My Way Up to the Top“». Рецензент Стивен Карлик из издания Exclaim! назвал композицию «саркастичной». В рецензии для журнала Drowned in Sound, Джо Гоггинс описал вокал исполнительницы в песне: «Вокал в «Fucked My Way Up to the Top», главным образом, гораздо более разносторонен, чем предполагаемая саркастичность в названии песни; это робкий, едва ли шепчущий стиль, который кружит ноющую грусть вне сочувствия, где вы ожидаете, что холодность и независимость одержат победу». Обозреватель Марк Ричардсон из издания Pitchfork не оценил по достоинству песню, назвав переходы между «Pretty When You Cry», «Money Power Glory» и «Fucked My Way Up to the Top» «утомительными». Дэн Вейс из Spin прокомментировал название трека: «В процессе она открыто заявляет об этом и гордится, прекрасно понимая, что название «Fucked My Way Up to the Top» может читаться двойственно».

## Концертное исполнение
Впервые Дель Рей исполнила песню «Fucked My Way Up to the Top» 17 июля 2014 года на фестивале «Каркасон», в Театре Жана Дешана в городе Каркасон, Франция, в рамках мирового турне Paradise Tour в поддержку одноимённого мини-альбома (2012). Закрывая Европейскую часть тура, Дель Рей выступила во французском городе Сен-Клу, 24 августа 2014 года на фестивале «Рок на Сене» в парке Сен-Клу, где исполнила «Fucked My Way Up to the Top» в последний раз.

## Список композиций
| №  | Название                      | Автор(ы)               | Продюсер(ы) | Длительность |
| -- | ----------------------------- | ---------------------- | ----------- | ------------ |
| 7. | «Fucked My Way Up to the Top» | Лана Дель Рей, Дэн Хит | Дэн Ауэрбах | 3:32         |

## Участники записи
Данные взяты с сайта Discogs.
| - Лана Дель Рей — вокал, автор - Дэн Хит — автор - Дэн Ауэрбах — продюсер, электрогитара - Расс Пэл — стил-гитара - Леон Майклс — синтезатор, пианино, меллотрон | - Максимилиан Вейзенфелдт — ударные - Ник Мовшон — бас-гитара - Сет Кауфман — электрогитара - Кенни Воган — электрогитара - Коллин Дюпюи — сведение | - Роберт Ортон — сведение - Мастеринг проведён Джоном Дэвисом на студии Metropolis Studio, Лондон, Великобритания - Песня записана на студии Easy Eye Sound, Нашвилл, штат Теннесси - Трек издан на Songs Publishing/Sony/ATV Music Publishing |